# Den Ham (Overijssel)
Pour les articles homonymes, voir Den Ham.

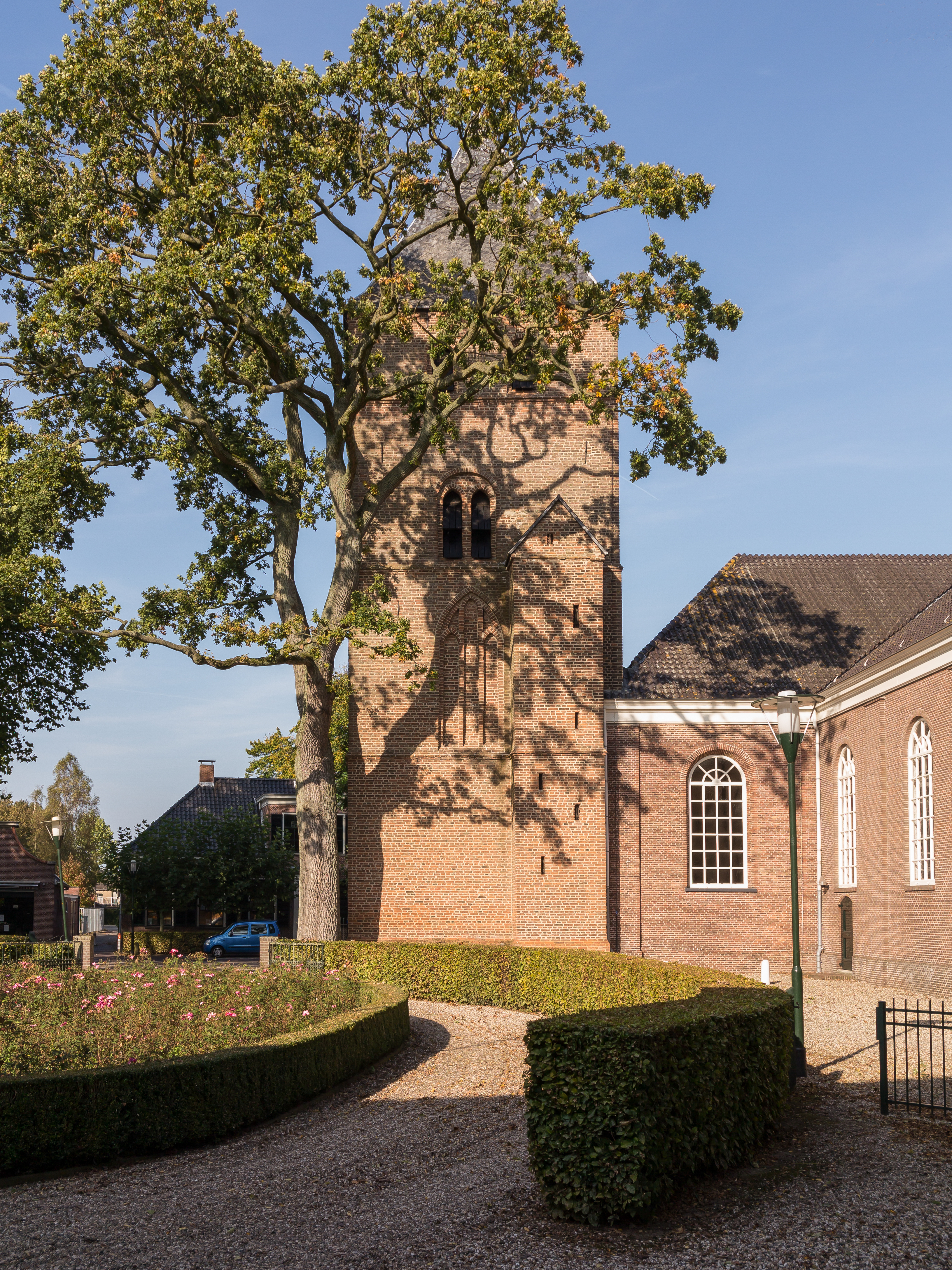
Den Ham, église protestante

Den Ham est un village situé dans la commune néerlandaise de Twenterand, dans la province d'Overijssel. Le 1er janvier 2006, le village comptait 5 804 habitants.